# 歐亞水獺
歐亞水獺（學名：Lutra lutra），或簡稱水獺，是分布于亞洲及歐洲的一種水獺，属食肉目鼬科水獭属。棲息在淡水環境。牠們與北美水獺不同的是頸部較短、臉面較闊、耳朵相距較遠及尾巴較長。歐亞水獺的平均壽命約為五年。

## 分佈及棲息地
歐亞水獺(Common otter)是分佈區域最廣的水獺，分佈地橫跨亞洲、非洲及歐洲。不過，牠們已在列支敦士登、荷蘭、瑞士、以及臺灣本島滅絕，但在金門群島上仍有小群聚落。牠們在拉脫維亞、挪威沿岸及英國北部很是普遍。在義大利，牠們聚居於卡洛雷盧卡諾河（Calore lucano）地區。
歐亞水獺主要吃魚類，但也會吃鳥類、昆蟲、青蛙、甲殼類及細小的哺乳動物。牠們棲息在淡水的環境，包括湖泊、河流、溪澗及池塘等。牠們也會棲息在沿海地區，但需要定時回到淡水區清潔。

## 行為及繁殖

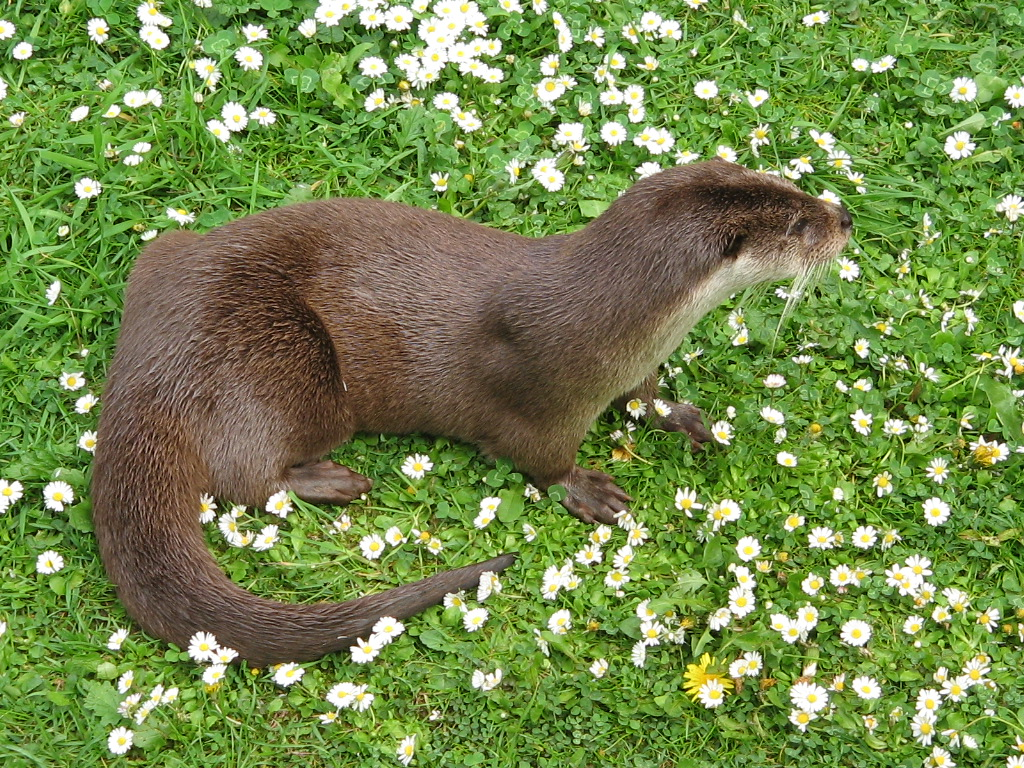
歐亞水獺。

歐亞水獺是強勢地盤性的，主要都是獨居的。牠們的領地約1-40公里長，一般長18公里。領地的長短視乎食物供應及適合獵食的河流闊度。牠們的領地只抗拒同性，故雄獺及雌獺的領地是重疊的。雄獺及雌獺全年任何時間都可以繁殖，會在水中交配。妊娠期約63日，每胎會產1-4隻幼獺，頭一年會依賴母獺。雄獺不會照顧幼獺，雌獺與幼獺的領地，很多時都完全包含在雄獺的領地中。牠們會於夜間覓食，日間則會留在巢穴中。牠們的巢穴很多是河床附近的洞穴或樹孔，很多時要在水中進入。

## 保育狀況

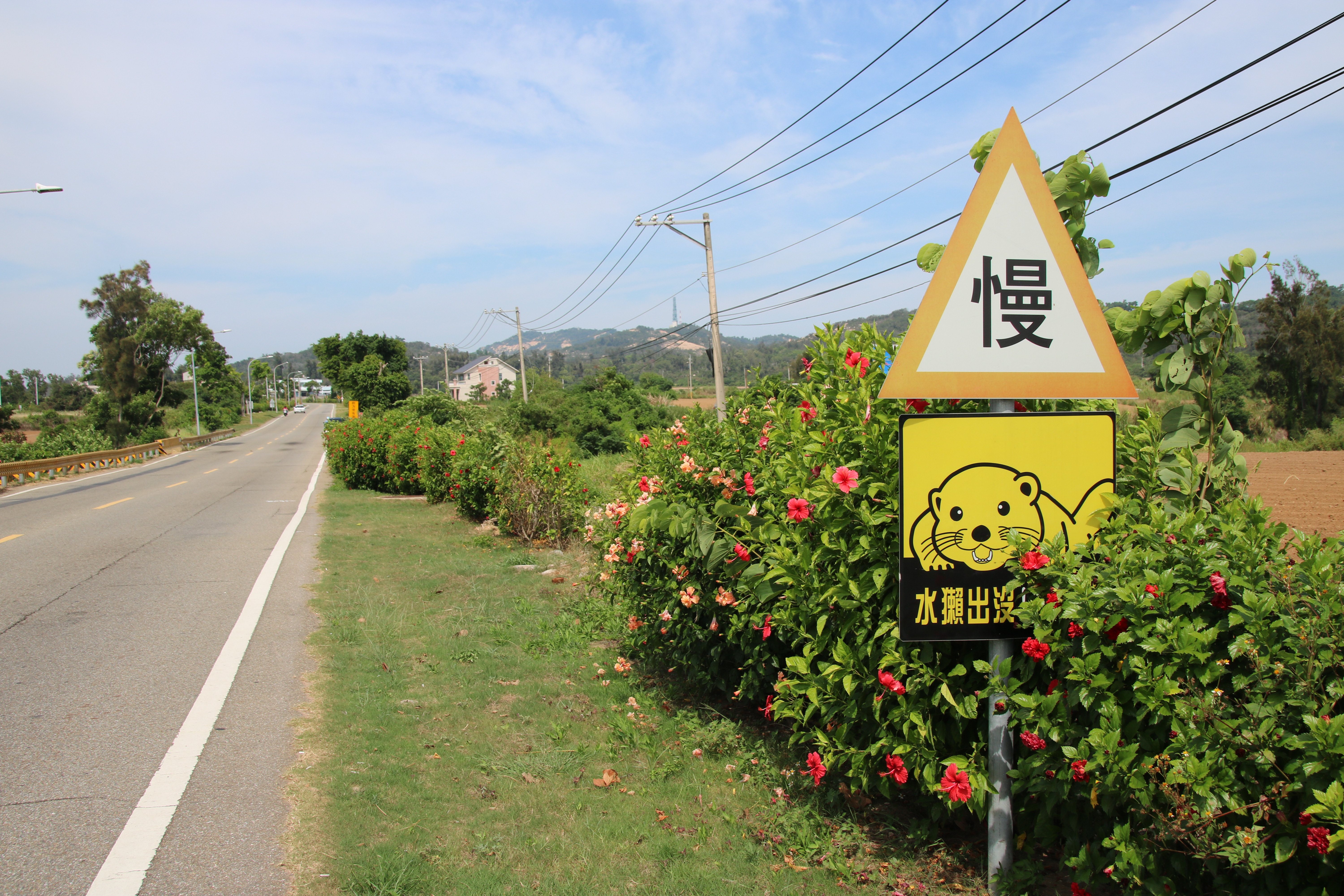
金門縣道路旁的「水獺出沒！請小心」標語

歐亞水獺於20世紀下半葉數量開始下降，原因是有機氯殺蟲劑及多氯聯苯。其他威脅包括失去棲息地及用作毛皮、药用以及视为渔业害兽而被獵殺。牠們在歐洲很多地區都正在恢復，於1994年至2002年就已經上升55%，原因是禁止使用大部份有害殺蟲劑及受到保護。世界自然保護聯盟將牠們列為近危。

## 外部連結
- YouTube上的獺足金門頻道 （页面存档备份，存于）
- 獺足金門 （页面存档备份，存于）
- ARKive - 歐亞水獺的相片